# ANK Gaming
ANK Gaming（簡稱ANK）是一支台灣傳說對決職業戰隊，前身為Most Outstanding Player（簡稱MOP，2019年12月24日成立），原為一支傳說對決城市賽戰隊，於《傳說對決》S7城市賽拿下冠軍後，參加GCS職業聯賽升降賽，並擊敗職業戰隊，進入GCS職業聯賽，初登板為2020年GCS春季職業聯賽，並於2023年7月26日短暫退出聯賽；後於2024年1月13日，宣布改名ANK Gaming回歸聯賽。

## 傳說對決

### 歷史沿革

#### 2019年
MOP參加2019年S7傳說城市賽，成員為：凱撒路Kai、打野Nk、中路Jun、魔龍輸出Lun、輔助JB，並拿下城市賽冠軍，得以參加GCS職業聯賽的升降賽，最終以4:3戰勝SMG，正式進入GCS職業聯賽。

#### 2020年
2020年春季賽，因原隊伍成員Nk未滿16歲，按聯賽規章暫時無法參與職業聯賽，季初成員：凱撒路Kai、打野Jie、LayMon、中路Jun、魔龍輸出Zen（前MS二軍魔龍輸出）、輔助JB，4月補進新的凱撒路Kawhi（前泰國RPL賽區戰隊MEGA凱撒路）。初入職業聯賽的MOP，除了經驗落後於其他職業戰隊，更遭贊助商毀約危機，以致於隊員必須在沒有太多金援的情況下進行比賽，首個賽季最後以3勝12敗，聯賽第六名的成績結束。
2020年APL超級職業聯賽選拔賽中，MOP第一天以3:2擊敗閃電狼，晉升勝部，再一勝便可取得門票，但第二天0:3敗給MAD，MOP將要和閃電狼爭奪最後一張門票，可惜第三天以0:3敗給閃電狼，倒在了國際賽門票前。
2020年夏季賽，原教練小白(White)離隊，換上了前HKA選手北村(Beicun)執教，本季MOP有了顯卓的進步，例行賽得到10勝5敗，以第三名的成績晉級季後賽，季後賽第一輪對上第四種子HKA，但以1:3不敵，賽季以第四名作收。
2020年AIC國際錦標賽選拔賽中，MOP第一天3:1擊敗ONE，第二天在勝部對上HKA，以3:2拿下，距離隊史第一次國際賽只有一步之遙，不料卻在最後一天的決賽中遭到敗部的HKA 4:0剃光頭，再一次與國際賽擦身而過。賽季結束後，MOP的打野Jun和中路Kai轉戰ONE，換來了ONE的魔龍輸出YeQu和輔助Kevin，並且補進了已解散的MS的中路WeiWei、S.T的凱撒路NNN（後來比賽帳號改為DerN）、輔助JieZ和中路練習生K，教練北村離隊，MOP迎來了前MAD教練東東(Vincent)。

#### 2021年
2021年春季賽，兩大戰將被挖角，人員大洗牌的MOP，在不被看好的情況下，例行賽第一階段打出了中規中矩的5勝5敗，和ONE同分，因為兩隊交手小分以3:5落後ONE，因此排名為例行賽第四，需進行例行賽第二階段以取得季後賽資格，不過隊伍狀態漸佳，在例行賽第二階段3:2擊敗S.T，接著3:1擊敗ONE，連下兩城率先拿下了季後賽第三種子的席次。季後賽首輪對上多次將MOP淘汰出局的HKA，兵不血刃以4:1的比分獲勝，接著強碰例行賽第一種子，同時也是衛冕軍的MAD，MOP以小搏大，4:1擊敗MAD進入總決賽，總決賽上，對手是擁有兩名舊將的ONE，而MOP摧枯拉朽4:0橫掃ONE，拿下了GCS總冠軍，凱撒路Kawhi則拿下FMVP，MOP也得到出戰2021年AWC世界盃的資格，一直以來都沒有贊助商的他們，在參加世界賽期間，也得到了OPPO的贊助。
2021年AWC世界盃，MOP被分到D組，小組賽以4勝1平1負，第二名的成績晉級八強，八強首輪對上RPL賽區的第一種子BAC(Bacon Time)，面對在小組賽一個小分都未曾丟失的強敵BAC，MOP跌破眾人眼鏡，3:1爆冷擊敗BAC，第二輪對上來自同賽區的ONE，4:2擊敗ONE進入四強。四強賽要對上小組賽面對過的強敵，RPL賽區第二種子DTN(dtac Talon) ，不幸以2:4落敗進入敗部。面對從敗部打上來，越南AOG賽區的第二種子SGP(Saigon Phantom)，MOP依然帶給觀眾驚喜，4:0完封SGP進入總決賽。總決賽上，面對心魔DTN，MOP一路緊咬，和DTN大戰到了第七場，然而第七場卻被DTN的打野MOOP偷拆主堡成功，以3:4惜敗。整個世界賽中的賽事，MOP對上泰國和越南的強隊都能取勝，唯獨無法跨越DTN這道高牆，屈居亞軍。休賽季期間，練習生K離隊。
2021年夏季賽，MOP將原先替補的DerN轉為先發中路，本季以7勝3敗，例行賽第二名的成績晉級季後賽，此一例行賽成績為隊史最佳，MOP也是在例行賽唯一擊敗過ONE的戰隊(ONE在第一場比賽輸給MOP後，直至季後賽拿下了11連勝)。季後賽第一輪，面對到第三種子HKA，MOP卻狀態不佳，2:4吞下了敗仗，落入敗部，在敗部對上MAD，原先已拿到3:1聽牌優勢，但被MAD連續拿下三把，最終以3:4遭到淘汰，賽季以第四名作收，也意味著無緣2021年AIC國際錦標賽。2021年夏季賽結束後，MOP三大奪冠元老Kawhi、Zen和WeiWei轉戰MAD。

#### 2022年
2022年春季賽，由於Kawhi、Zen和WeiWei轉隊至MAD，MOP再次引進三位選手，分別是新人打野Zhan（前莊敬猛虎校隊打野）、退役復出的選手FKZ和Heroes，但Heroes因為個人因素而在季前就提前離隊，因此季中又補進新人凱撒路Dong（前立志猩勢力校隊凱撒路），和同樣是退役復出的選手Star，在大量換人的情況下，選手彼此需要時間磨合，MOP以1勝9敗，聯賽第六名的成績結束賽季，賽季結束後，中路FKZ離隊。
第19屆杭州亞運選拔賽，MOP被分到B組，小組賽先是被閃電狼3:0橫掃，落入敗部，在敗部3:0橫掃業餘戰隊NAL，MOP將要爭奪最後一張四強門票，需要和其他兩隊進行循環賽，成績最佳者將獲得四強資格。四強門票戰中，MOP 3:0橫掃MAD，接著3:1擊敗BRO，以2勝0敗的成績進入四強。四強賽中，MOP 3:1擊敗閃電狼成功殺入決賽，但在決賽上1:4負於ONE，無緣取得代表台灣參加亞運的資格。
7月，教練東東離隊。
2022年夏季賽，賽季前魔龍輸出YeQu離隊，MOP補進了新人中路ikk和DK（前閃電狼魔龍輸出），賽季開始後又迎來了Hanzo（前TXO中路），而替補中路DerN則轉至ONE。8月30日，補進了前BRU(Buriram United Esports)教練蘭特(Lantyr)，取得3勝7敗，雖然和HKA同分，但因為兩隊交手小分以4:5落後HKA，再次以第六名結束賽季，賽季結束後，MOP補進了Outcast（前閃電狼凱撒路），10月，中路ikk離隊。

#### 2023年
1月7日，MOP奪冠元老Kawhi鳳還巢回歸，9日，凱撒路Dong和Outcast離隊。
2023年春季賽，低潮了兩季的MOP，例行賽取得和ONE相同的6勝4敗，因為例行賽兩隊交手皆由ONE取勝，因此排名聯賽第四，即使如此也是隊伍睽違已久的重返了季後賽。季後賽第一輪，MOP面對到第一種子閃電狼，一路領先並手握3:2聽牌優勢，卻被連追兩把3:4落敗，進入敗部。在敗部對上ONE，MOP先掉了兩分，並且比分一度陷入1:3的落後，面對絕境，MOP創造奇蹟，連下三城4:3逆轉擊敗ONE ，拿下此一戰役也代表取得國際賽資格，並晉級敗部決賽。敗部決賽面對BRO，以2:4不敵，無緣晉級總決賽，以第三名作收。
受到2019冠狀病毒病疫情影響，第19屆杭州亞運隨之延期，由於和第一次選拔賽的時日相差太久，中華民國電子競技運動協會決定進行第二次的選拔賽。第二次第19屆杭州亞運選拔賽，第一階段循環賽中，第一天MOP以3:2擊敗閃電狼，但第二天1:3不敵ONE，隨著第三天1:3敗給BRO，MOP取得1勝2敗，雖然和閃電狼和ONE同分，但是小分以-3:-2不敵閃電狼，止步循環賽。
5月24日，MOP宣布補進Neil（前業餘戰隊BMG打野），將一同出戰2023年APL超級職業聯賽。
2023年APL超級職業聯賽，MOP被分到死亡之組A組，同組的對手包含AOG賽區第一種子SGP、保持著世界冠軍陣容的VGM、同賽區的勁旅閃電狼和HKA，RPL賽區勁旅BRU和EA(eArena)，可說是小組內無弱旅。最終以2勝4負（分組第6名），止步小組賽，無緣晉級八強。
7月11日，教練蘭特於個人社群帳號上宣布離隊。
7月26日，MOP正式宣布解散，退出GCS職業聯賽。

#### 2024年
1月13日，宣布MOP更名為ANK Gaming（ANK），回歸GCS職業聯賽，並由原BRO冠軍二連霸成員及教練加入，成員為：凱撒路Pika、打野YanLin（原名稱TLin）、中路Xin、魔龍輸出Zirui、輔助Jun（原名稱T1）、教練Nai。
1月28日，舉辦成軍記者會。
2月21日，公布2024年春季賽陣容，包含戰隊總監Jie、教練Nai、助教Only、凱撒路Pika、打野YanLin、中路Xin、魔龍Zirui、輔助Jun。
2024年春季賽，例行賽取得和HKA相同的3勝7敗，但小分以-14:-7落後HKA，因此排名為第六名，無緣國際賽。
5月3日，教練Nai宣布離隊。
5月18日，教練Hanzo加入。
6月3日，宣布輔助Jun離隊，Minda（前閃電狼輔助）加入。
8月9日，宣布打野LiTing加入。
8月19日，公布2024年夏季賽陣容，包含戰隊總監Jie、教練Hanzo、凱撒路Pika、打野YanLin、打野LiTing、中路Xin、中路Only、魔龍Zirui、輔助Minda。
9月20日，宣布魔龍輸出XiaoLin加入；並且魔龍輸出Zirui宣布暫時休息。
2024年夏季賽，例行賽戰績為2勝8敗，與DCG相同，不過小分以-12:-13領先DCG，因此排名為第五名，無緣季後賽，但獲得國際賽資格。
10月14日，宣布中路Only離隊。
10月27日，宣布打野YanLin（TLin）離隊。
11月23日，公布2024年AIC國際錦標賽陣容，包含戰隊總監Jie、教練Hanzo、凱撒路Pika、打野LiTing、中路Xin、魔龍Zirui、魔龍XiaoLin、輔助Minda。
2024年AIC國際錦標賽，在瑞士輪中，第一輪以0:2不敵RPL賽區的第二種子BAC、第二輪以1:2不敵同樣來自GCS賽區的第二種子BMG、第三輪以3:0擊敗ASL賽區的OM、第四輪以0:3不敵RPL賽區的第三種子HD，最終以1勝3敗的戰績，止步瑞士輪第四輪，結束本屆國際賽事。
12月31日，宣布魔龍XiaoLin、中路Xin、輔助Minda離隊。

#### 2025年
2月21日，公布2025年春季賽陣容，包含戰隊教練Hanzo、凱撒路Tao、打野LiTing、中路Wawa、魔龍Zirui、輔助Pika、替補Xin。
2025年春季賽，例行賽戰績為2勝8敗，因此排名為第六名，無緣季後賽。
5月7日，宣布中路Wawa離隊。
5月13日，宣布教練Hanzo回歸選手，登入中路；及教練Flying加入。
5月15日，公布2025年APL超級職業聯賽陣容，包含戰隊教練Flying、凱撒路Tao、打野LiTing、打野Shaoen、中路Hanzo、魔龍Zirui、輔助Pika、輔助Woof。
2025年APL超級職業聯賽，因為ANK僅排GCS聯賽第六，需從外卡賽開始打。外卡賽先以2:0橫掃AOG賽區的TDT、再以3:1擊敗RPL賽區的FS，以二連勝之姿晉級正賽（瑞士輪）；在瑞士輪接連的四戰中都對上同為GCS賽區的隊伍，先以2:1擊敗DCG、再以2:0橫掃BMG、但以0:3不敵閃電狼、最後以3:1擊敗ONE，以3勝1敗（局數：7勝5敗）的戰績，晉級淘汰賽；八強首輪以3:1擊敗AOG賽區的FPT，晉級次輪；八強次輪以0:4不敵RPL賽區的BRU，落入敗者組；以4:1戰勝AOG賽區的SGP，進入敗者組-四強賽，創下歷年四強隊伍中最低順位種子的紀錄；在四強賽以2:4不敵RPL賽區的EA，止步第四名，結束本屆國際賽事。

## 賽事成績

### MOP時期
2019年
- 2019年S7傳說對決城市賽：總冠軍

2020年
- 2020年GCS春季職業聯賽：第六名
- 2020年GCS夏季職業聯賽：第四名

2021年
- 2021年GCS春季職業聯賽：總冠軍
- 2021年GCS春季總決賽：【Final MVP】MOP Kawhi
- 2021年AWC傳說對決世界盃 台灣GCS賽區-第一種子隊：亞軍
- 2021年GCS夏季職業聯賽：第四名

2022年
- 2022年GCS春季職業聯賽：第六名
- 2022年GCS夏季職業聯賽：第六名

2023年
- 2023年GCS春季職業聯賽：第三名
- 2023年APL超級職業聯賽 GCS賽區第三種子隊：小組賽 A組第6名

### ANK時期
2024年
- 2024年GCS春季職業聯賽：第六名
- 2024年GCS夏季職業聯賽：第五名
- 2024年AIC國際錦標賽 GCS賽區第五種子隊：【瑞士輪】第四輪B組-淘汰（1-3）

2025年
- 2025年GCS春季職業聯賽：第六名
- 2025年APL超級職業聯賽 GCS賽區第六種子隊：第四名

## 隊伍名單

### 現役選手
| 比賽帳號   | 本名   | 暱稱   | 遊戲定位 | 生日                  | 國籍     | 經歷 |
| ANK Tao    | 陶璟棠 | 陶陶   | 凱撒路   | 2006年12月2日（18歲） | 中華民國 | |
| ANK LiTing | 羅立廷 | 立廷   | 打野     | 2006年5月5日          | 中華民國 | |
| ANK Hanzo  | 黃成在 | 土地公 | 中路     | 1999年12月5日         | 中華民國 | 前SMG、TXO、MOP中路 2017年GCS夏季賽冠軍中路 2017年AIC亞洲冠軍中路 |
| ANK Zirui  | 黃子睿 | 子睿   | 魔龍輸出 | 2004年7月12日         | 中華民國 | 前JJVS莊敬猛虎校隊魔龍輸出 前ONE、BRO魔龍輸出 2022年GCS夏季冠軍魔龍輸出 2023年GCS春季冠軍魔龍輸出 2022年GCS夏季魔龍之星 2022年GCS年度最有價值選手 2023年APL最佳魔龍輸出 |
| ANK Pika   | 吳哲宏 | 皮卡   | 輔助     | 2003年10月11日        | 中華民國 | 前MAD、BRO凱撒路 2022年GCS夏季冠軍凱撒路 2023年GCS春季冠軍凱撒路 2022年GCS年度凱撒之星                                                                                  |
| ANK Xin    | 詹政勲 | 星爺   | 中路     | 2001年11月27日        | 中華民國 | 前MAD、BRO中路 2022年GCS夏季冠軍中路 2023年GCS春季冠軍中路 2022年GCS夏季冠軍賽FMVP 2022年GCS年度中路之星                                                                |

### 過往成員
| 比賽帳號         | 本名       | 遊戲定位         | 國籍     | 備註 |
| MOP Lun          | 許景綸     | 魔龍輸出         | 中華民國 | 只打升降賽，現DCG中路，前ONE中路、凱撒路，前HKA中路、凱撒路，2022年GCS春季賽冠軍凱撒路，2022年AIC世界亞軍凱撒路，2021年GCS年度凱撒之星 |
| MOP Nk           | 江祐誠     | 打野             | 中華民國 | 只打升降賽，前LIT黎明企鵝校隊打野、前ONE打野，前HKA打野、魔龍輸出，2020年ACS校園聯賽總冠軍，2022年GCS春季賽冠軍打野，2022年GCS春季賽總決賽FMVP，2022年AIC世界亞軍打野，2023年GCS夏季賽冠軍魔龍輸出，2021年GCS年度打野之星，2022年GCS年度打野之星                                                                                      |
| MOP LayMon       | 江友辰     | 打野             | 中華民國 | 現已退役 |
| MOP JB           | 陳奕寧     | 輔助             | 中華民國 | 現已退役 |
| MOP JieZ         | 林承頡     | 輔助             | 中華民國 | 前S.T輔助，已退役 |
| MOP Kai          | 戴楷勳     | 中路、魔龍輸出   | 中華民國 | 前ONE魔龍輸出，現BMG魔龍輸出，2021年GCS年度魔龍之星，2022年GCS春季賽冠軍魔龍輸出，2022年AIC世界亞軍魔龍輸出，2024年GCS春季賽冠軍魔龍輸出、2024年APL世界冠軍魔龍輸出、2024年APL最佳魔龍輸出，2024年AIC世界亞軍魔龍輸出 |
| MOP K            | 楊寓凱     | 中路             | 中華民國 | 未曾代表MOP出賽，前JJVS莊敬猛虎校隊中路，前BRO凱撒路，已退役 |
| MOP Zen          | 賴柏勳     | 打野、魔龍輸出   | 中華民國 | 前NVMs（MS二軍）魔龍輸出、前MAD、FW、ONE打野，2021年GCS春季賽冠軍打野，2021年AWC世界亞軍打野，2021年GCS年度擊殺王，2022年夏季賽擊殺王，2023年夏季賽擊殺王，2024年夏季賽擊殺王 |
| MOP WeiWei       | 黃建維     | 中路             | 中華民國 | 前MS、MAD中路，2021年GCS春季賽冠軍中路，2021年AWC世界亞軍中路，已退役 |
| MOP Heroes       | 呂星成     | 凱撒路           | 中華民國 | 未曾代表MOP出賽，前FW凱撒路，2020年APL超級職業聯賽冠軍凱撒路，2020年APL超級職業聯賽FMVP，2020年GCS年度凱撒之星，已退役 |
| MOP FKZ          | 顏浩哲     | 中路             | 中華民國 | 前ahqW邊線、ONE輔助、MAD中路，現DCG教練，2020年GCS夏季賽冠軍中路，2020年AIC世界冠軍中路，原帳號名為Fanta，2022春季賽加入後改為FKZ，已退役 |
| MOP Star         | 林緒鈺     | 中路             | 中華民國 | 只打第一次亞運選拔賽，前JT、MAD中路，現BMG中路，2018年GCS春季賽冠軍中路，2018年AIC世界冠軍中路，2019年GCS春季賽冠軍中路，2018年夏季賽最佳中路，2019年春季賽最佳中路 |
| MOP ikk          | 謝東曄     | 中路             | 中華民國 | 前HKA中路 |
| MOP YeQu         | 王瀚霆     | 魔龍輸出         | 中華民國 | 前泰國MEGA、ONE魔龍輸出，2020年GCS春季賽冠軍魔龍輸出、2021年GCS春季賽冠軍魔龍輸出、2021年AWC世界亞軍魔龍輸出 |
| MOP DerN         | 傅德恩     | 中路、凱撒路     | 中華民國 | 前SMG、S.T凱撒路、ONE中路，前BMG輔助，之前比賽帳號為NNN，轉至MOP後改為DerN |
| MOP Dong         | 高俊傑     | 凱撒路           | 中華民國 | 前LCVS立志猩勢力校隊凱撒路，現DCG凱撒路，2021年ACS夏季校園聯賽總冠軍 |
| MOP Outcast      | 陳威廷     | 凱撒路           | 中華民國 | 未曾代表MOP出賽，前HKA、FW凱撒路，2019年GCS夏季賽冠軍凱撒路，已退役 |
| MOP Neil         | 張峻盛     | 打野             | 中華民國 | 只打2023年APL國際賽，前JT、MAD打野，現BMG中路，2018年GCS春季賽冠軍打野，2018年GCS春季總決賽FMVP，2018年AIC世界冠軍打野，2018年AIC總決賽FMVP，2018年夏季賽擊殺王，2019年GCS春季賽冠軍打野，2019年GCS春季總決賽FMVP，2019年春季賽擊殺王，2020年GCS夏季賽冠軍打野，2020年AIC世界冠軍打野，2024年GCS春季賽冠軍中路、2024年APL世界冠軍中路 |
| MOP Kawhi        | 李東誠     | 凱撒路           | 中華民國 | 前泰國MEGA、MAD、ONE凱撒路，現BMG凱撒路，2021年GCS春季賽冠軍凱撒路，2021年GCS春季總決賽FMVP，2021年AWC世界亞軍凱撒路，2021年AWC最佳凱撒路，2024年GCS春季賽冠軍凱撒路，2024年APL世界冠軍凱撒路，2024年APL最佳凱撒路，2024年AIC世界亞軍凱撒路                                                                                           |
| MOP Zhan         | 詹哲睿     | 打野             | 中華民國 | 前JJVST莊敬猛虎校隊打野，現FW打野，2021年ACS冬季校園聯賽總冠軍，2021年ACS冬季校園聯賽冠軍賽FMVP，2024年GCS夏季賽冠軍打野，2024年GCS年度打野之星，2025年GCS春季賽冠軍打野，2025年APL世界冠軍打野，2025年APL最佳打野 |
| MOP DK           | 江京翰     | 魔龍輸出         | 中華民國 | 前FW魔龍輸出，現DCG魔龍輸出 |
| MOP Kevin        | 黃楷文     | 輔助             | 中華民國 | 前FW、ONE輔助，現HKA輔助，2020年GCS春季賽冠軍輔助，2021年GCS春季賽冠軍輔助，2021年AWC世界亞軍輔助，2021年AWC最佳輔助，2021年GCS年度輔助之星，2023年GCS夏季賽冠軍輔助，2023年GCS年度輔助之星 |
| MOP YoYoman      | 藍子桓     | 教練             | 中華民國 | 前傳說職業選手米克的哥哥，帶領MOP贏得升降賽取得聯盟資格 |
| MOP White        | 陳映霖     | 教練             | 中華民國 | 前泰國MEGA教練 |
| MOP Beicun       | 北村勝宏   | 教練             | 日本     | 前HKA魔龍輸出、凱撒路，日本裔台灣人，前馬來西亞國家隊教練 |
| MOP Vincent      | 曹暐東     | 教練             | 中華民國 | 前JT領隊，前MAD教練，2019年GCS春季賽冠軍教練，2021年GCS春季賽冠軍教練 |
| MOP Camel        | 駱政傑     | 教練             | 中華民國 | 前MSQ、DJ稻江哈士奇校隊教練 |
| MOP Lantyr       | 張淮蒼     | 教練             | 中華民國 | 前HKA打野、前iBEC、FW、BRU教練，2020年APL世界冠軍教練 |
| MOP Benny        | 陳建廷     | 助理教練         | 中華民國 | 前MS凱撒路、前JT、MAD輔助，現BMG後勤，2018年GCS春季賽冠軍輔助，2018年AIC世界冠軍輔助，2019年GCS春季賽冠軍輔助，2018年夏季賽最佳輔助，2019年春季賽最佳輔助 |
| MOP Jun/ ANK Jun | 陳俊孝     | 打野、輔助       | 中華民國 | 前MOP打野、前ONE、BRO輔助，前RTS魔龍輸出，2022年GCS夏季冠軍輔助，2023年GCS春季冠軍輔助，2022年AIC最佳輔助、2022年GCS年度輔助之星 |
| ANK YanLin       | 余彥霖     | 打野             | 中華民國 | 前LCVS立志猩勢力校隊打野、前BRO打野，現ONE打野，2021年ACS夏季校園聯賽總冠軍，2021年ACS夏季校園聯賽冠軍賽FMVP，2022年GCS夏季冠軍打野，2023年GCS春季冠軍打野，2023年GCS年度打野之星，2023年GCS年度最有價值選手 |
| ANK Nai          | 黃國智     | 教練             | 中華民國 | 前JT、BRO教練，2018年GCS春季冠軍教練，2022年GCS夏季冠軍教練，2023年GCS春季冠軍教練 |
| ANK Only         | 詹佶峰     | 副教練，中路     | 中華民國 | 前MS打野，前比賽帳號為Only |
| ANK Minda        | 陳明達     | 輔助             | 中華民國 | 前CSIS中山靈犬校隊魔龍輸出、前BRO打野、輔助、FW輔助，效力BRO時比賽帳號為BRO HanGi |
| ANK XiaoLin      | 蔡侑霖     | 魔龍輸出         | 中華民國 | 前HKA打野、魔龍輸出，2019年GCS夏季賽冠軍打野，2021年GCS夏季賽冠軍魔龍輸出 |
| ANK WaWa         | 林翰吉娃斯 | 中路             | 中華民國 | 前ONE、DCG中路，2021年GCS年度中路之星，2022年GCS春季賽冠軍中路，2022年AIC世界亞軍中路 |
| ANK Jie          | 陳俊杰     | 戰隊負責人、打野 | 中華民國 | 前MOP領隊，在戰隊最拮据時依然支援著全部的隊員，有他才有MOP的冠軍 |

## 外部連結
- ANK Gaming FB官方網站
- ANK Gaming IG官方網站
- ANK Gaming YT官方網站 （页面存档备份，存于）
- ANK Gaming TikTok官方網站 （页面存档备份，存于）
- GCS職業聯賽 官方網站 （页面存档备份，存于）
- Garena 傳說對決 Esports FB官方網站 （页面存档备份，存于）